# Ferdinando Arrivabene
Ferdinando Arrivabene (Mantova, 1770 – Mantova, 29 giugno 1834) è stato un patriota, letterato e poeta italiano.
Non va confuso con Ferdinando Arrivabene (1824-1892), anch'egli letterato appartenente alla nobile famiglia Arrivabene, che fu l'autore del primo Vocabolario Mantovano-Italiano.

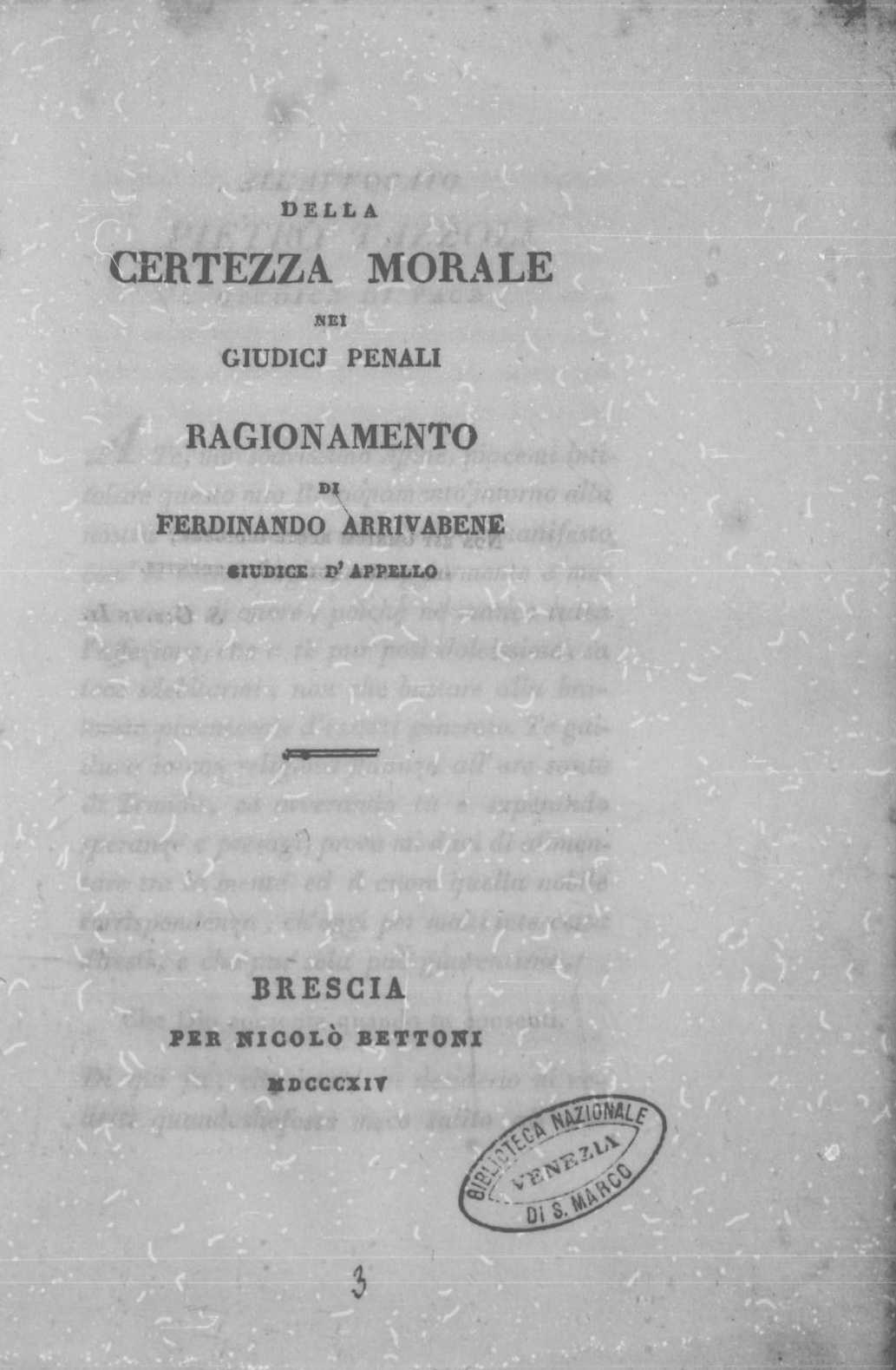
Della certezza morale nei giudici penali, 1814

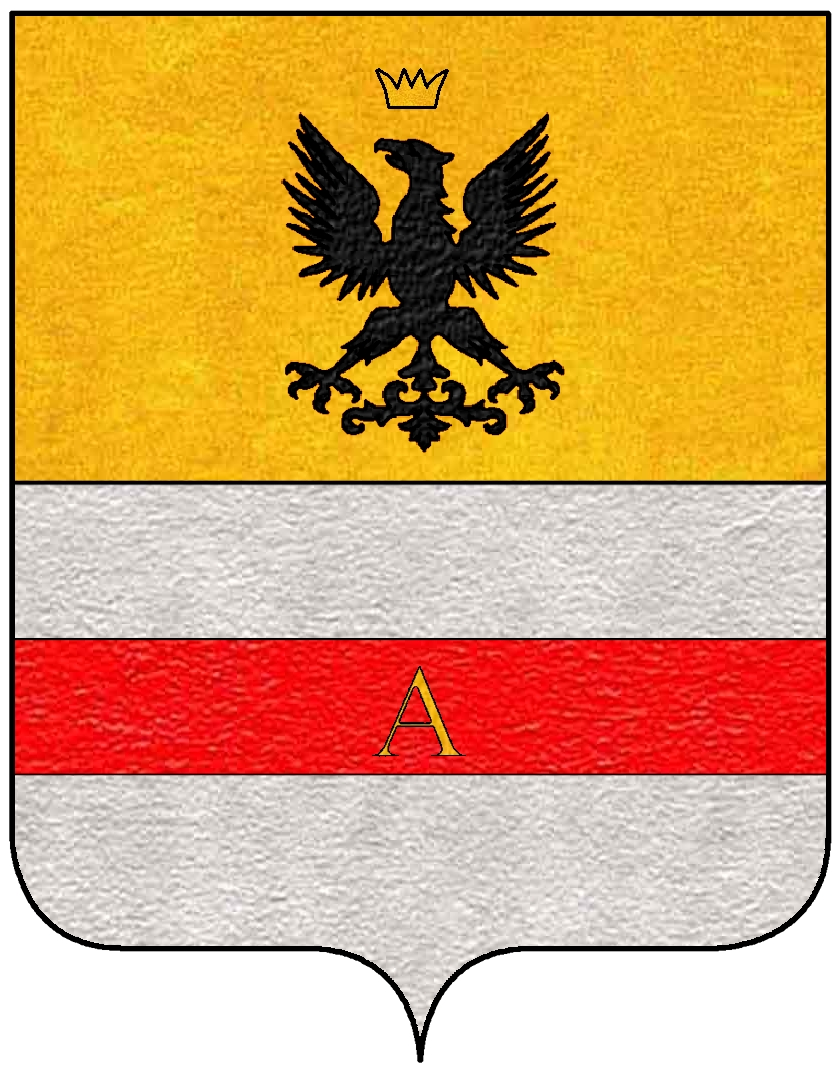
Stemma originario della famiglia Arrivabene

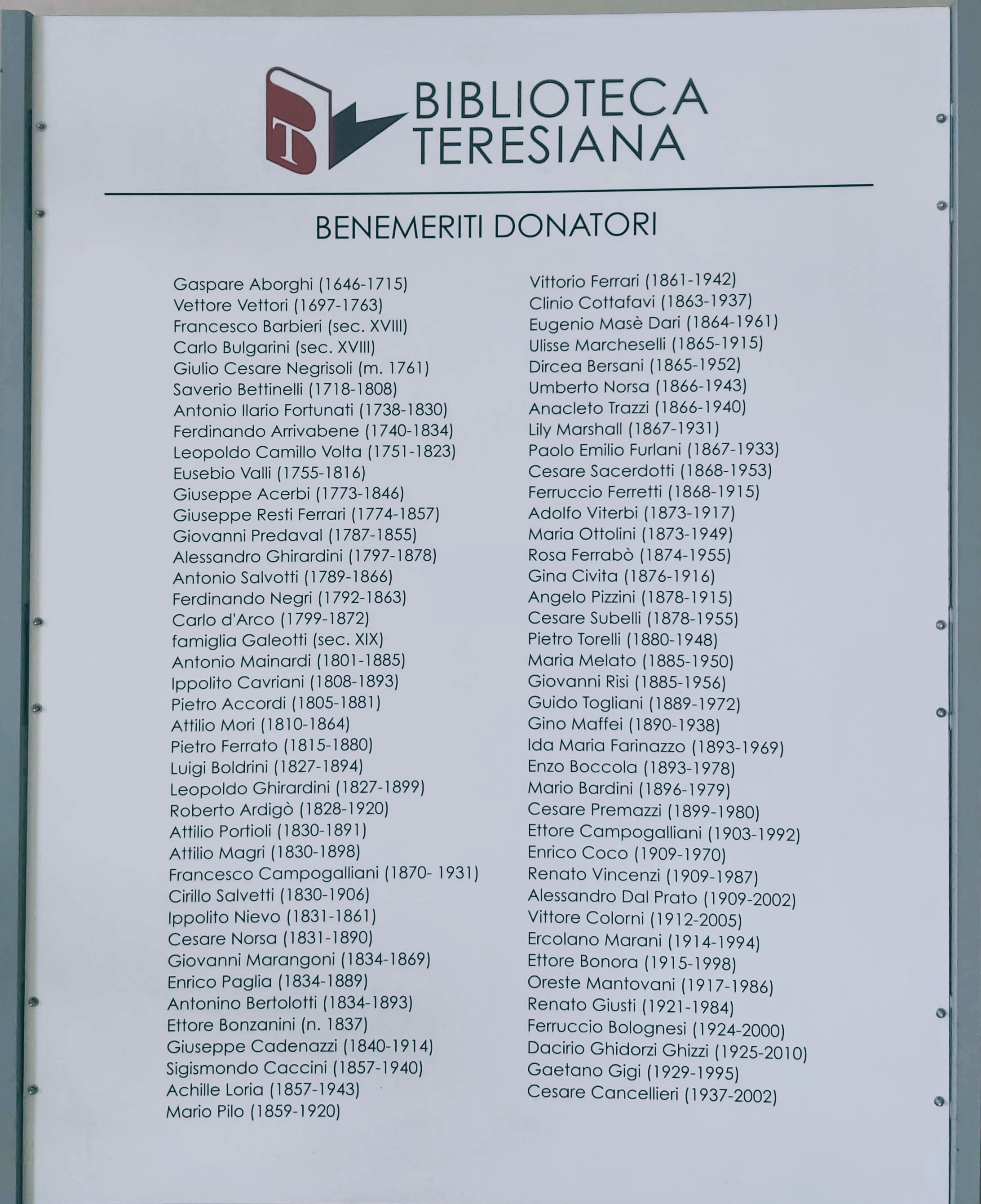
Ferdinando Arrivabene tra i donatori della Biblioteca Teresiana di Mantova.

## Biografia
Dopo una laurea presso la Facoltà di Giurisprudenza dell'Università di Pavia, entrò al servizio del governo della Repubblica cisalpina. Sotto l'impero austriaco, Ferdinando Arrivabene fu arrestato nel 1800 per accuse politiche e inviato alla prigione di Sebenico, in Dalmazia. In prigione, scrisse la canzone "La tomba di Sebenico", che ebbe grande risonanza; in esso il poeta espresse la sua indignazione per l'ingiusta prigione. Presto le autorità fecero marcia indietro e Arrivabene fu rilasciato.
Nel 1804, Ferdinando Arrivabene fu nominato consigliere della Corte d'appello a Lione. In seguito fu trasferito con una promozione a Brescia, dove ricoprì il ruolo di presidente del Tribunale cittadino per i reati politici.
In seguito, con il ritorno del governo austriaco che lo trasferì a Bergamo, nel 1821 lasciò il servizio e tornò nella sua città natale per dedicarsi interamente all'attività letteraria.
Scrisse "Il secolo di Dante" (Udine, 1827) e "Degli amori di Dante" (Mantova, 1823). Inoltre, il trattato giuridico-filosofico "Sulla filantropia del giudice", che ricevette un premio dall'Accademia di Brescia.
Durante i lavori con  altri colleghi per la preparazione di un ampio saggio dal titolo "Iconografia d'Italia", morì improvvisamente, senza aver avuto il tempo di finire questo lavoro.

## Opere
- Il convito de' giudici nel giorno XXVI maggio MDCCCVIII Anniversario della incoronazione in Re d'Italia di sua maestà Napoleone I imperatore de' francesi, Brescia, Nicolò Bettoni, 1808
- Della certezza morale nei giudici penali, Brescia, Nicolò Bettoni, 1814.
- Della lingua forense,  Bergamo, 1820
- Amori e rime di Dante Alighieri, 1823
- Il secolo di Dante, Udine, 1827